# Лесник (Злотувский повет)
Лесник (пол. Leśnik) — село в Польше, входит в Великопольское воеводство, Злотувский повят, Гмина Краенка. Население — 40 человек.